# Signe Hammarsten-Jansson

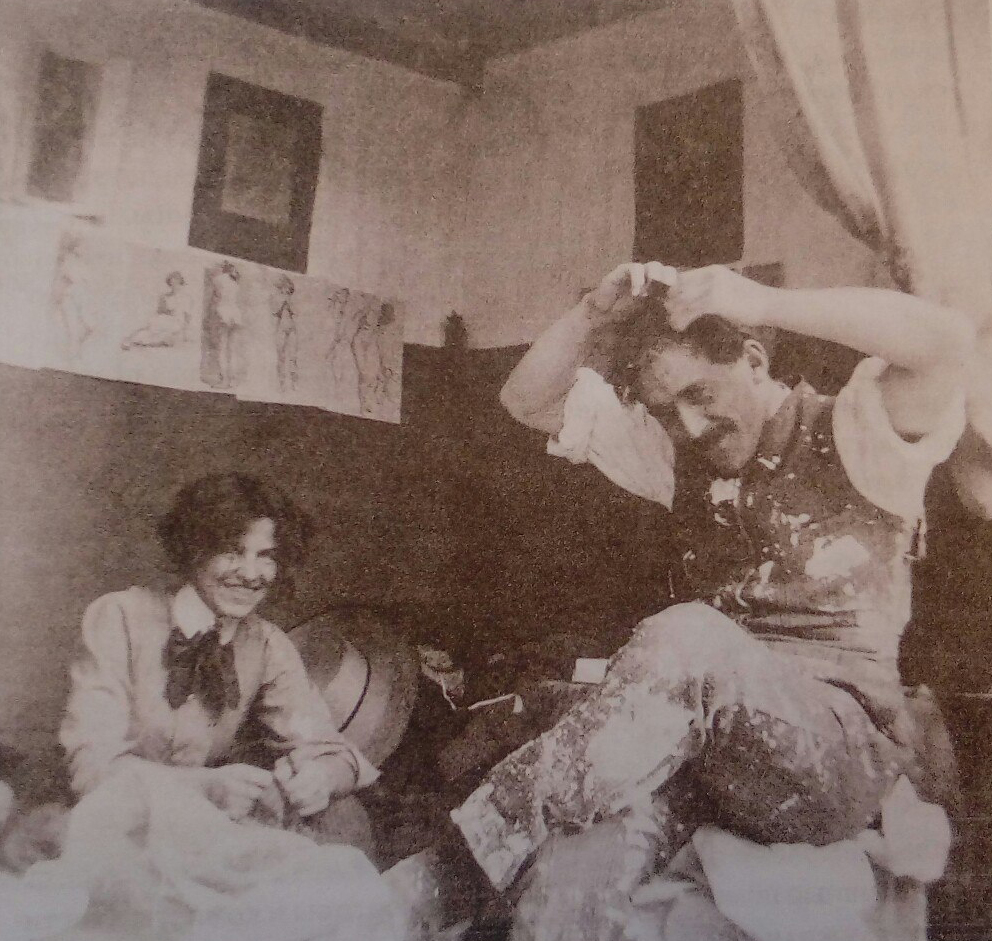
Signe Hammarsten-Jansson och Viktor Jansson, början av 1900-talet

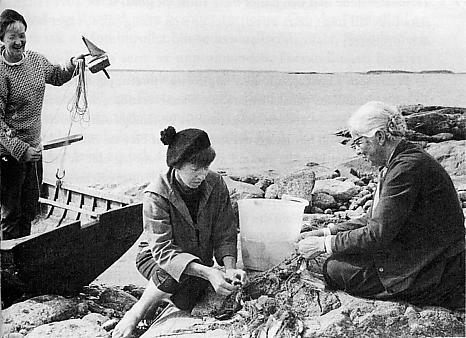
Tuulikki Pietilä, Tove Jansson och Signe Hammarsten-Jansson på Klovharun 1958

Signe Hammarsten-Jansson, född Hammarsten 1 juni 1882 i Hannäs, död 6 juli 1970 i Borgå, var en svensk tecknare, från 1913 verksam i Finland.

## Verksamhet
Signe Hammarsten-Jansson utförde sitt livsverk vid Finlands Banks sedeltryckeri, men verkade även som illustratör och skämttecknare, bland annat i den satiriska tidskriften Garm. Hon formgav sammanlagt 173 finländska frimärken, men även sedlar och obligationsbrev. Som karikatyrtecknare använde hon signaturen "Ham".
Hammarsten-Jansson både skrev och illustrerade barnböcker. År 1923 utkom Prinsessan som inte kunde skratta på Schildts. Hon illustrerade även Lisa Cawéns Lille Jan och stjärnornas prinsessa (Schildts, 1925). Tillsammans med dottern Tove Jansson illustrerade hon Elisa Teiskolas, även känd som Ella Pippings, Minä (Jag) (Söderströms samt Otava, 1937).
Under sin tid som teckningslärare vid Wallinska skolan i Stockholm var hon med om att starta svensk flickscouting. När Wallinska skolans scoutförening grundades hösten 1911 var hon en av dess tre ursprungliga scoutledare.

## Familj
Signe Hammarsten-Jansson var dotterdotter till varvsägaren Per Wilhelm Hammarsten, dotter till kyrkoherde Fredrik Hammarsten i Stockholm, brorsdotter till Olof Hammarsten och syster till Einar Hammarsten.
Hon mötte den finländske skulptören Viktor Jansson vid en studieresa till Paris 1910. De gifte sig 1913 och bodde ett år i Paris, innan de flyttade till Finland 1915. Paret fick barnen Tove, Lars och Per Olov Jansson. Sophia Jansson är hennes sondotter.